# Ступенці (пам'ятка природи)
Сту́пенці — зоологічна пам'ятка природи місцевого значення в Україні. Розташована в межах Маківської сільської громади Кам'янець-Подільського району Хмельницької області, на північний схід від села Маків.
Площа 32,8 га. Статус присвоєно згідно з рішенням Хмельницького облвиконкому від 15.10.1986 року № 225. Перебуває у віданні: СГПКП «Лісовик».